# Jérémy Gabriel
Pour les articles homonymes, voir Gabriel.
Jérémy Gabriel est un chanteur canadien, né le 10 décembre 1996 à Charlesbourg dans la province de Québec.

## Biographie
Atteint du syndrome de Treacher Collins, il est connu pour avoir chanté, en 2006 et à l'âge de 9 ans, pour le pape Benoît XVI au Vatican. Sourd à la naissance, un implant osseux BAHA lui fut mis alors qu'il avait six ans.
En 2006, le  cardinal Ouellet lui a décerné la décoration de la garde suisse pontificale,. Il interprète l'hymne national canadien le 22 octobre 2005 au Centre Bell de Montréal avant un match de hockey des Canadiens de Montréal et au BankAtlantic Center de Sunrise avant un match des Panthers de la Floride.
Il était un des participants du CanadaFest 2007 -2011-2012, où il a interprété plusieurs chansons.
En 2013, Jérémy Gabriel devint patient ambassadeur pour les hôpitaux Shriners à travers le monde et a fait une tournée nord-américaine dans le cadre de son mandat. Il s'est entre autres produit à Montréal, Toronto, Vancouver, Atlanta, Los Angeles, Las Vegas, Dallas, Chicago, Tampa Bay, Calgary et Regina.
Le 30 septembre 2016, Jérémy Gabriel lança son premier simple intitulé 'I Don't Care', écrite par le producteur Jean Perruno et son frère Claude Perruno de la formation pop-dance canadienne JLM. La distribution est assurée par JLMMUSIC et Believe Digital. 'Peu m'importe', sa version française, sortit le 23 janvier 2017,.
Le 22 avril 2020, Jérémy Gabriel lança « I Wanna Know » en collaboration avec Chris G.
Aujourd'hui, Jérémy étudie pour enseigner le français.

## Poursuites contre Mike Ward

### En discrimination
En 2015, la Commission des droits de la personne et des droits de la jeunesse, entame une poursuite judiciaire contre Mike Ward en raison des propos discriminatoires tenus dans son spectacle Mike Ward s'eXpose de 2010 à 2013. 
Le 20 juillet 2016, le Tribunal des droits de la personne condamne Mike Ward à verser 35 000 $ à Jérémy Gabriel et 7 000 $ à sa mère à titre de dommages moraux et punitifs. À la suite de cette décision, Juste pour rire et Just for Laugh organisent une soirée bénéfice afin de soutenir Ward en lien avec la liberté d'expression. Le spectacle bilingue tenu au Métropolis rassemble des humoristes dont Rachid Badouri, Jimmy Carr, Ralphie May et Tom Green,. Ward dépose un appel à la Cour d'appel du Québec, la demande a été acceptée le 12 octobre 2016. Le 16 janvier 2019, la Cour d'appel entend les arguments de l'humoriste.
La décision de novembre 2019 annule le paiement à la mère du plaignant. Ward fait appel à la Cour suprême du Canada qui accepte en juillet 2020 d'entendre la cause. L'audition a lieu au mois de février 2021. Le dernier verdict sera donné quelques mois plus tard.
Le 29 octobre 2021 la Cour suprême du Canada donne raison à Mike Ward au motif suivant : « La Cour suprême a conclu que l’humoriste s’était moqué de Jérémy Gabriel parce qu’il était une personnalité publique et non en raison de son handicap. Le fait qu’un humoriste connu, populaire, profite de sa tribune pour se moquer d’un jeune homme en situation de handicap n’a certes rien d’édifiant. Quoi qu’il en soit, il ne s’agit pas ici de déterminer si les propos de M. Ward sont de bon ou de mauvais goût, mais d’appliquer un cadre juridique à des propos prononcés dans un contexte précis. Ce cadre juridique est centré sur les effets discriminatoires probables des propos et non sur le préjudice émotionnel subi par la personne ciblée. »

### En diffamation
Le 1er février 2022, Jérémy Gabriel et sa mère déposent une nouvelle plainte contre Mike Ward, qu'ils poursuivent cette fois au civil, pour diffamation, à la Cour supérieure du Québec. Le 25 mai 2023, Gabriel annonce qu'il abandonne sa poursuite contre Ward.

## Discographie
- I Don't Care - single (2016)
- Peu m'importe -single (2017)
- I Wanna Know (2020)